# Ran Blake
Ran Blake (* 20. dubna 1935 Springfield) je americký jazzový klavírista. Na klavír začal hrát již v dětství a později studoval na newyorské Bard College. Od konce padesátých let hrál v duu se zpěvačkou Jeanne Lee. Své první sólové album vydal v roce 1966. Během své kariéry spolupracoval s mnoha dalšími hudebníky, mezi něž patří například Anthony Braxton, Houston Person, Clifford Jordan a Jaki Byard. Rovněž se věnoval pedagogické činnosti.